# Burlăceni, Cahul
Burlăceni este un sat în raionul Cahul, Republica Moldova, reședința comunei cu același nume.
Structură etnică
     moldoveni (32,07%)
     ucraineni (12,1%)
     ruși (5,38%)
     găgăuzi (45,73%)
     bulgari (3,78%)
     evrei (0,04%)
     polonezi (0,04%)
     țigani (0,04%)
     alte etnii / nedeclarată (0,82%)
Conform datelor recensământului din anul 2004, populația satului constituie 2248 oameni, 1086 (48,31%) fiind bărbați iar 1162 (51,69%) femei. Structura etnică a populației în cadrul satului arată astfel:
- moldoveni — 721;
- ucraineni — 272;
- ruși — 121;
- găgăuzi — 1028;
- bulgari — 85;
- evrei — 1;
- polonezi — 1;
- țigani — 1;
- altele / nedeclarată — 18.